# Miguel Concha Quezada
Miguel Concha Quezada (Santiago, 27 de mayo de 1910-Santiago, 1981) fue un economista y político chileno, miembro del Partido Comunista (PC). Se desempeñó como ministro de Agricultura de su país, durante el gobierno del presidente radical Gabriel González Videla entre 1946 y 1947.

## Familia y estudios
Nació en Santiago de Chile el 27 de mayo de 1910, en el seno de una familia de clase media, conformada por Graciela Quezada y Miguel Concha, propietario de una empresa de molduras de yeso. Realizó sus estudios primarios en la Escuela Primaria N.º 61 de Santiago y los secundarios en el Liceo Barros Borgoño e Instituto Nacional. Continuó los superiores efectuando estudios de economía, estadística y seguridad social en institutos nocturnos de la Universidad de Chile. Estuvo en México entre 1943 y 1944, estudiando economía en la Universidad Obrera de México, dirigida por Vicente Lombardo Toledano. Allí se graduó de economista, con la tesis Crisis general del capitalismo y su repercusión en América Latina.
Se casó en 1937 con Adolfina Molinari Tapia, con quien tuvo dos hijas: Olivia y Graciela.

## Carrera profesional y política
Se desempeñó como empleado particular, en la Caja de Seguro Obrero durante doce años, llegando a alcanzar el cargo de inspector contralor. En el ámbito político, fue un activo militante del Partido Comunista de Chile (PC), trabajando estrechamente con el diputado y secretario general Ricardo Fonseca. A lo largo de los años 1930 y 1940, participó en el ambiente intelectual chileno, tomando contacto con artistas y escritores de la talla de Lola Falcón, Luis Enrique Délano, Pablo Neruda, Nicolás Guillén y Fernando Alegría.
El 3 de noviembre de 1946, fue nombrado por el presidente Gabriel González Videla como ministro de Agricultura, un puesto clave considerando el programa de gobierno, que contemplaba la realización de una Reforma Agraria. Tras abandonar el gabinete, el 16 de abril de 1947, siguió activo políticamente, llegando a ser candidato a senador por las provincias de O'Higgins y Colchagua, un reducto de la derecha latifundista, donde obtuvo una importante votación (21%), aunque el triunfador fue el liberal Francisco Bulnes Correa. Pasó a la clandestinidad cuando se desató la persecución de los comunistas a causa de la «Ley de Defensa Permanente de la Democracia» (denominada también Ley Maldita) promulgada por González Videla en 1948, cayendo detenido cerca de Villa Alemana.
Tras la muerte de Ricardo Fonseca, en 1949, no logró ser nombrado secretario general del PC, como él lo esperaba. Este hecho lo fue alejando de su militancia, hasta que decidió renunciar. Al acercarse la elección presidencial de 1952, vio favorable la opción de apoyar la candidatura de Carlos Ibáñez del Campo, de fuerte apoyo popular, a diferencia del PC que optó por la candidatura del socialista Salvador Allende. Tras el triunfo, fue nombrado, en noviembre de 1953, superintendente de Abastecimiento y Precios, institución sucesora del Comisariato General, cargo en el que se mantuvo hasta abril de 1954. En 1955 renunció al PC, y fue nombrado cónsul honorario en Milán (Italia), hacia donde partió con su familia, y puesto en el cual organizó la participación de Chile en la Feria Internacional de Milán de 1956.
Regresó a Chile en 1957, aunque sus vínculos con Italia se mantuvieron, debido a que sus hijas permanecieron en ese país por más años. Se dedicó a varios negocios vinculados con la construcción, siendo copropietario de la Sociedad Constructora de Viviendas Económicas (SOCOVI) y de la Sociedad Manufacturera de Techos de Cobre (SOMATECO).
Entre otras actividades, fue socio de la Cámara de la Construcción, de Asimet, del Club Deportivo Magallanes y del Automóvil Club de Chile. Falleció en Santiago de Chile en 1981.